# Сельское поселение «Посёлок Новое Устье»
Се́льское поселе́ние «Посёлок Новое Устье» — муниципальное образование в Охотском районе Хабаровского края Российской Федерации.
Административный центр — посёлок Новое Устье.

## История
Статус и границы сельского поселения установлены Законом Хабаровского края от 28 июля 2004 года № 208 «О наделении посёлковых, сельских муниципальных образований статусом городского, сельского поселения и об установлении их границ».

## Население
| 2010 | 2011 | 2012 | 2013 | 2014 | 2015 | 2016 |
| ---- | ---- | ---- | ---- | ---- | ---- | ---- |
| 351  | ↘347 | ↘329 | ↘324 | ↘301 | ↘294 | ↘284 |
| 2017 | 2018 | 2019 | 2020 | 2021 |      |      |
| ↗318 | ↘308 | ↘260 | ↘214 | ↗218 |      |      |

## Состав сельского поселения
| № | Населённый пункт | Тип населённого пункта          | Население |
| - | ---------------- | ------------------------------- | --------- |
| 1 | Новое Устье      | посёлок, административный центр | ↗218      |